# Buar
Buar (izvirno srbsko Буар) je naselje v Srbiji, ki upravno spada pod Mesto Užice; slednja pa je del Zlatiborskega upravnega okraja.

## Demografija
V naselju živi 1105 polnoletnih prebivalcev, pri čemer je njihova povprečna starost 37,7 let (36,8 pri moških in 38,7 pri ženskah). Naselje ima 389 gospodinjstev, pri čemer je povprečno število članov na gospodinjstvo 3,64.
To naselje je, glede na rezultate popisa iz leta 2002, večinoma srbsko.
|  |

| Demografija | Demografija     | Demografija     |
| Leto        | Št. prebivalcev | Št. prebivalcev |
| ----------- | --------------- | --------------- |
|             |                 |                 |
|             |                 |                 |
|             |                 |                 |
|             |                 |                 |
| 1948        | 1144            |                 |
| 1953        | 1194            |                 |
| 1961        | 1653            |                 |
| 1971        | 1157            |                 |
| 1981        | 871             |                 |
| 1991        | 898             | 896             |
| 2002        | 1427            | 1415            |
|             |                 |                 |

| Etnična sestava po popisu iz leta 2002 | Etnična sestava po popisu iz leta 2002 | Etnična sestava po popisu iz leta 2002 | Etnična sestava po popisu iz leta 2002 | Etnična sestava po popisu iz leta 2002 |
| -------------------------------------- | -------------------------------------- | -------------------------------------- | -------------------------------------- | -------------------------------------- |
| Srbi                                   | Srbi                                   |                                        | 1.402                                  | 99,08%                                 |
| Slovenci                               | Slovenci                               |                                        | 1                                      | 0,07%                                  |
| Bošnjaki                               | Bošnjaki                               |                                        | 1                                      | 0,07%                                  |
| Neznano                                | Neznano                                |                                        | 9                                      | 0,63%                                  |